# Fredericksburg (Californië)
Fredericksburg, ook Frederickburg of Fredricksburg, is een gehucht in de Amerikaanse staat Californië. Het ligt 1546 meter boven het zeeniveau nabij de State Route 88 in Alpine County. Het gehucht ligt aan de voet van de Carson Range, op de rand van de Carson Valley die zich grotendeels in de naburige Douglas County (Nevada) bevindt. Ten zuiden van Fredericksburg liggen Mesa Vista en Paynesville, ten zuidoosten River Ranch.
Het gehucht ontstond in de jaren 1860. Van 1898 tot 1911 had Fredericksburg een postkantoor.